# Eorpwald

Das Königreich East Anglia in frühangelsächsischer Zeit

Eorpwald (auch Earpualdus; † 627/628) war im 7. Jahrhundert ein König des angelsächsischen Königreichs East Anglia aus der Dynastie der Wuffinger.

## Leben
Eorpwald war ein Sohn des Königs Rædwald. Nach dessen Tod zwischen 616 und 627, vermutlich um 625, folgte er ihm auf den Thron. König Edwin von Northumbria, dem Rædwald auf den Thron verholfen hatte, war zum Bretwalda (Großkönig) aufgestiegen und „überredete“ Eorpwald um 627 vom „Aberglauben der Götzenbilder“ (idolorum superstitionibus) abzulassen und für sich und sein ganzes Land das Christentum anzunehmen. Eorpwald wurde vermutlich in Northumbria getauft. Mit der Bekehrung East Anglias verfolgte Edwin sicher auch politische Ziele: Sein Einfluss auf East Anglia, gestützt auf northumbrische Geistliche, wuchs erheblich an und stärkte seine hegemoniale Macht. Der Glaubenswechsel war aber offenbar nur oberflächlich und dem Wunsch des Bretwalda geschuldet. Es wurden keine Hinweise für den Aufbau kirchlicher Infrastruktur, wie z. B. die Errichtung eines Bistums, überliefert. Wenig später erschlug der „Heide“ (vir gentilis) Ricbert König Eorpwald und usurpierte den Thron. East Anglia fiel ins Heidentum zurück. Inwieweit diese Tat religiös oder politisch motiviert war, blieb unklar.
Eorpwald wird in der anglikanischen Kirche als Märtyrer verehrt.